# Sergei Fjodorowitsch Gamper

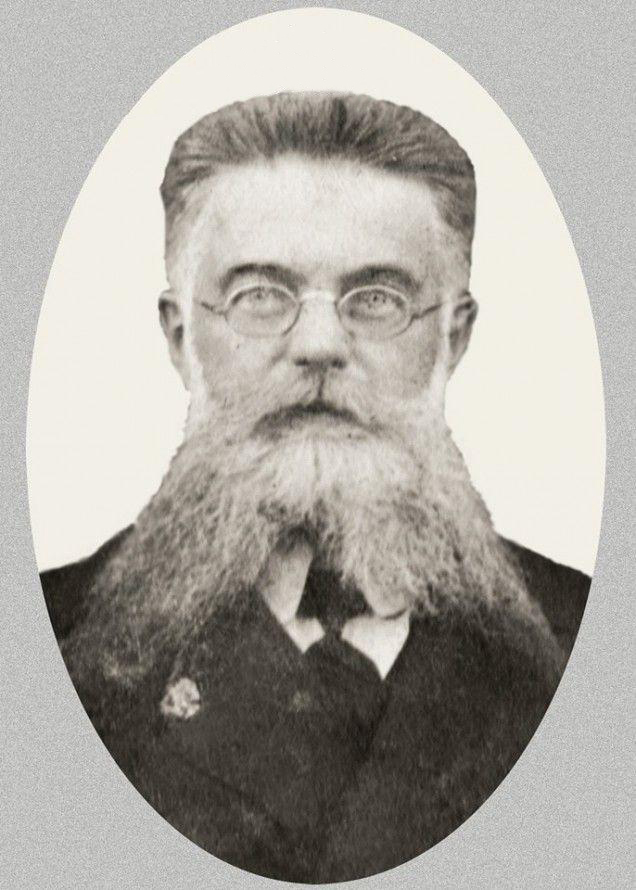
S. F. Gamper

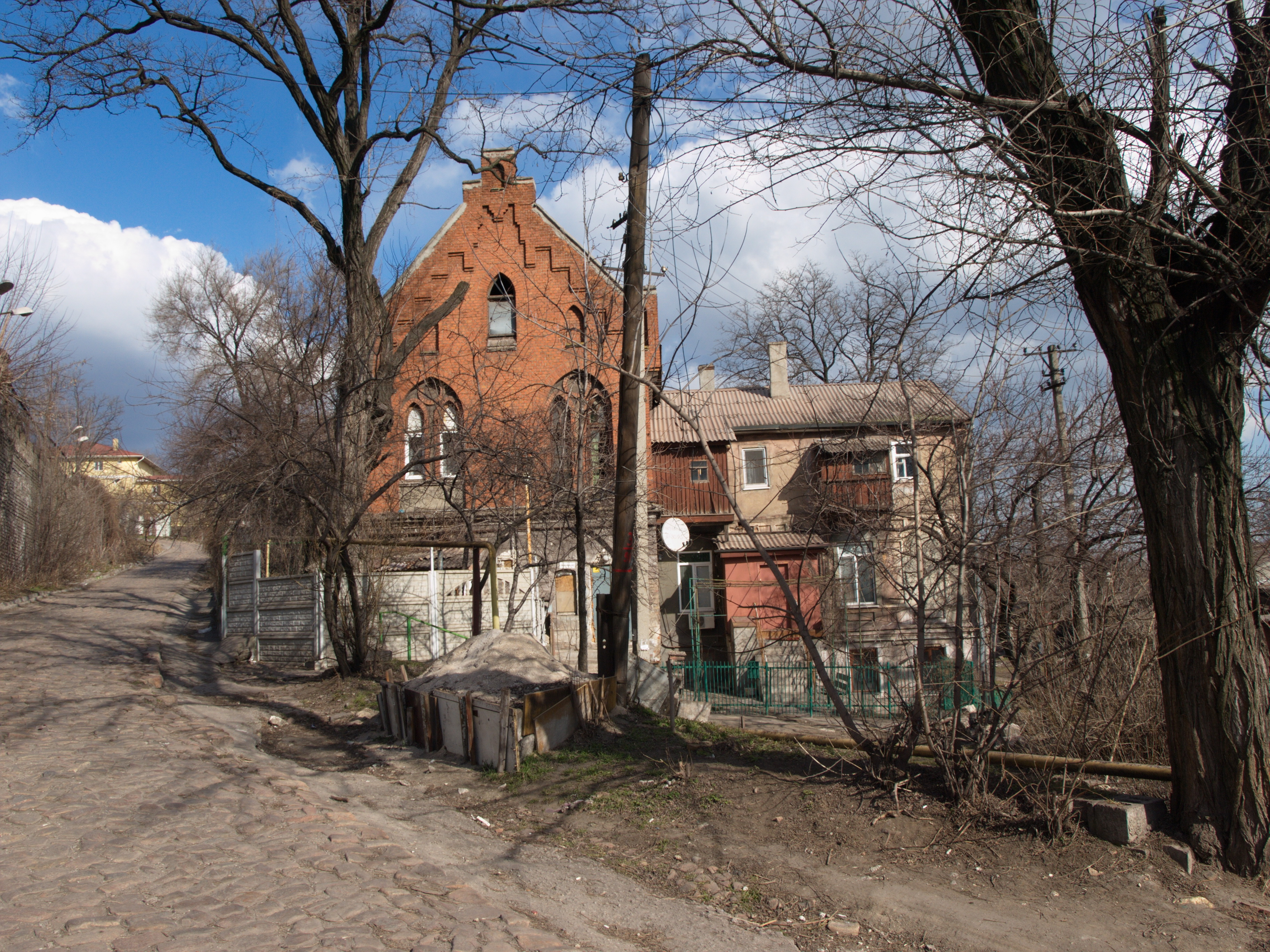
Haus Gamper

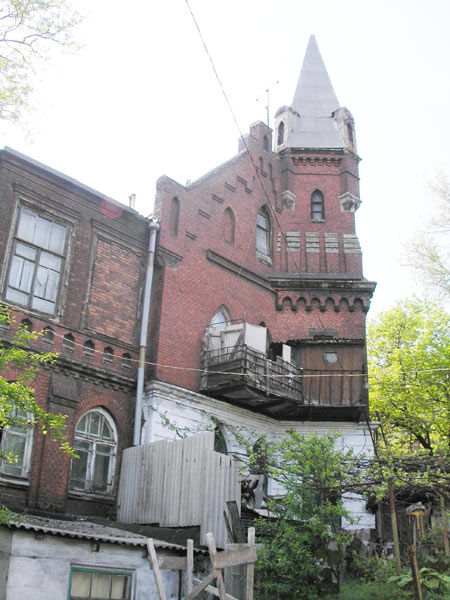
Haus Gamper

Sergei Fjodorowitsch Gamper (russisch Сергей Фёдорович Гампер; * 1859 in Mariupol; † 9. Februar 1911 ebenda, Gouvernement Jekaterinoslaw) war ein russischer Arzt und eine Persönlichkeit des öffentlichen Lebens.

## Leben
Gamper wurde 1859 als Sohn des Gerichtsmediziners Fjodor Wassiljewitsch Gamper (?–1897) geboren. 1882 schloss er sein Studium an der Medizinischen Fakultät der Universität Charkiw ab. Ab 1884 lehrte er am Alexander-Gymnasium und war Leiter des Mariupoler Krankenhauses. Er führte gleichzeitig eine private Arztpraxis. Gamper publizierte im Jahr 1890 in Sankt Petersburg К вопросу о влиянии азотно-кислого стрихнина на отравления желудка (deutsch: Über die Wirkung von Salpetersäure und Strychnin bei Magenvergiftung) und erhielt den Doktortitel in Medizin.
In Mariupol war Gamper ein bekanntes Gemeinderatsmitglied (1890). Die Straße, wo sein neogotisches Backsteinhaus steht, wurde nach ihm benannt: Гамперівським узвозом. Es gibt eine Gedenktafel, die ihm gewidmet ist: «В цій будівлі знаходилося Гоголівське початкове училище. Попечителем училища до 1911 р. служив лікар Гампер С. Ф.»